# Eriospermum capense
Eriospermum capense är en sparrisväxtart som först beskrevs av Carl von Linné, och fick sitt nu gällande namn av Terence Macleane Salter. Eriospermum capense ingår i släktet Eriospermum och familjen sparrisväxter.

## Underarter
Arten delas in i följande underarter:
- E. c. capense
- E. c. stoloniferum